# Peter Litzenbauer
Peter Litzenbauer (* 12. November 1810 in Hersfeld; † 28. Mai 1883 ebenda) war ein deutscher Färber und Mitglied der Kurhessischen Ständeversammlung.

## Leben
Peter Litzenbauer übte in seiner Heimatort den Beruf des Färbers aus und war Mitglied im dortigen Stadtrat.
Von 1852 bis 1860 hatte er für Hersfeld ein Mandat für die Zweite Kammer der kurhessischen Ständeversammlung.
Diese wurde nach den Unruhen im Jahre 1830 zum Zweck der Beratung und Verabschiedung einer Verfassung gebildet und hatte bis 1866 Bestand, als das Land Hessen durch Preußen annektiert wurde.